# Stanisław Szulmiński
Stanisław Szulmiński (en russe : Станислав Александрович Шульминский), né le 10 juillet 1894 à Odessa (Empire russe) et mort le 27 novembre 1941 au camp d'Oukhta en URSS, est un prêtre catholique d'origine polonaise, de la congrégation des pallottins, dont le procès en béatification a été ouvert en 2003.

## Biographie
Stanisław (Stanislas) Szulmiński naît à Odessa dans une famille d'origine polonaise pieuse. Il fait ses études secondaires dans une école commerciale de Kamenetz-Podolsk, puis il entre au séminaire catholique de Jitomir en 1918. L'arrivée des bolchéviques quelques mois plus tard provoque le départ des séminaristes à Tarnów en république de Pologne, dont il sort en 1923 pour être ordonné prêtre le 8 juillet de la même année. Il manifeste l'envie de se rendre en Russie bolchévique auprès des catholiques, mais ce projet est reporté à cause de la persécution à l'encontre des confessions chrétiennes. Il est donc envoyé étudier à l'université catholique de Lublin, où il se spécialise en ecclésiologie orientale, afin de se rapprocher de l'Église orthodoxe russe, car il est convaincu de la nécessité de l'unité des chrétiens. Il écrit de nouveau au Saint-Siège dans l'espoir de recevoir la permission d'être envoyé en URSS.

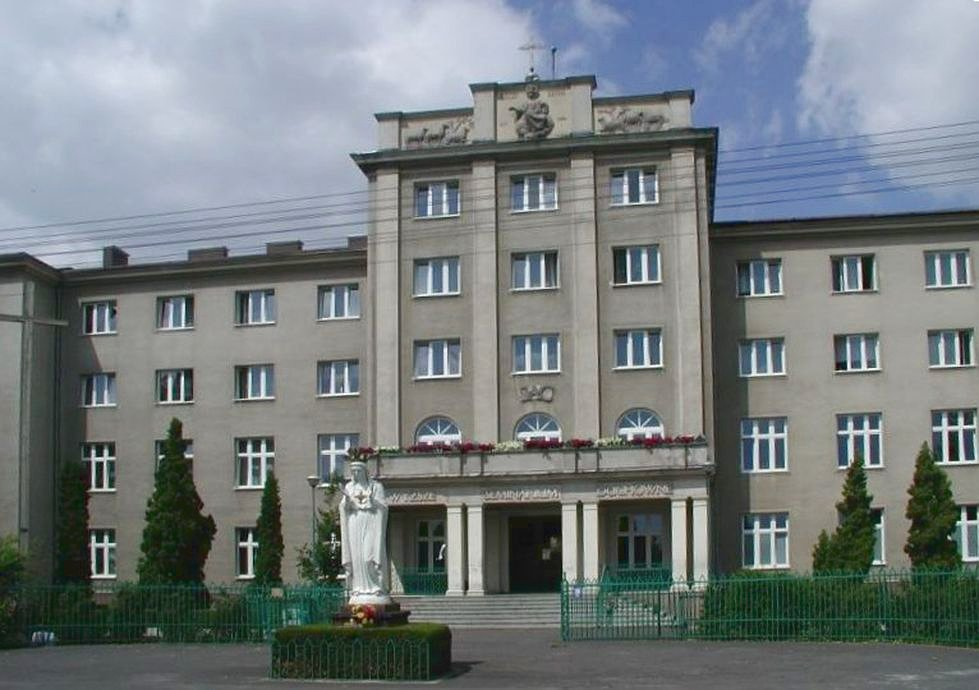
Noviciat et séminaire des pallottins à Oltarzew

Il est nommé en 1927 professeur de patristique au séminaire de Lutsk. Les membres de la Société de l'apostolat catholique (congrégation des « pallottins » fondée un siècle plus tôt par saint Vincent Pallotti) l'encouragent à travailler à l'unité entre catholiques et orthodoxes.
Il entre finalement le 15 août (fête de l'Assomption) 1928 au noviciat des pallotins à Ołtarzew dont il sort en 1930. Il est nommé professeur au lycée des pallottins (le Collegium Marianum) à Wadowice et en 1932-1939 professeur au séminaire des pallottins à Ołtarzew et au grand-séminaire de Suchary. Il y enseigne la théologie orientale.
Entre-temps, il se forme pour devenir infirmier au cas où ce serait nécessaire en URSS, ce qui lui donnerait une profession légale et lui permettrait de subvenir aux besoins d'éventuelles ouailles.

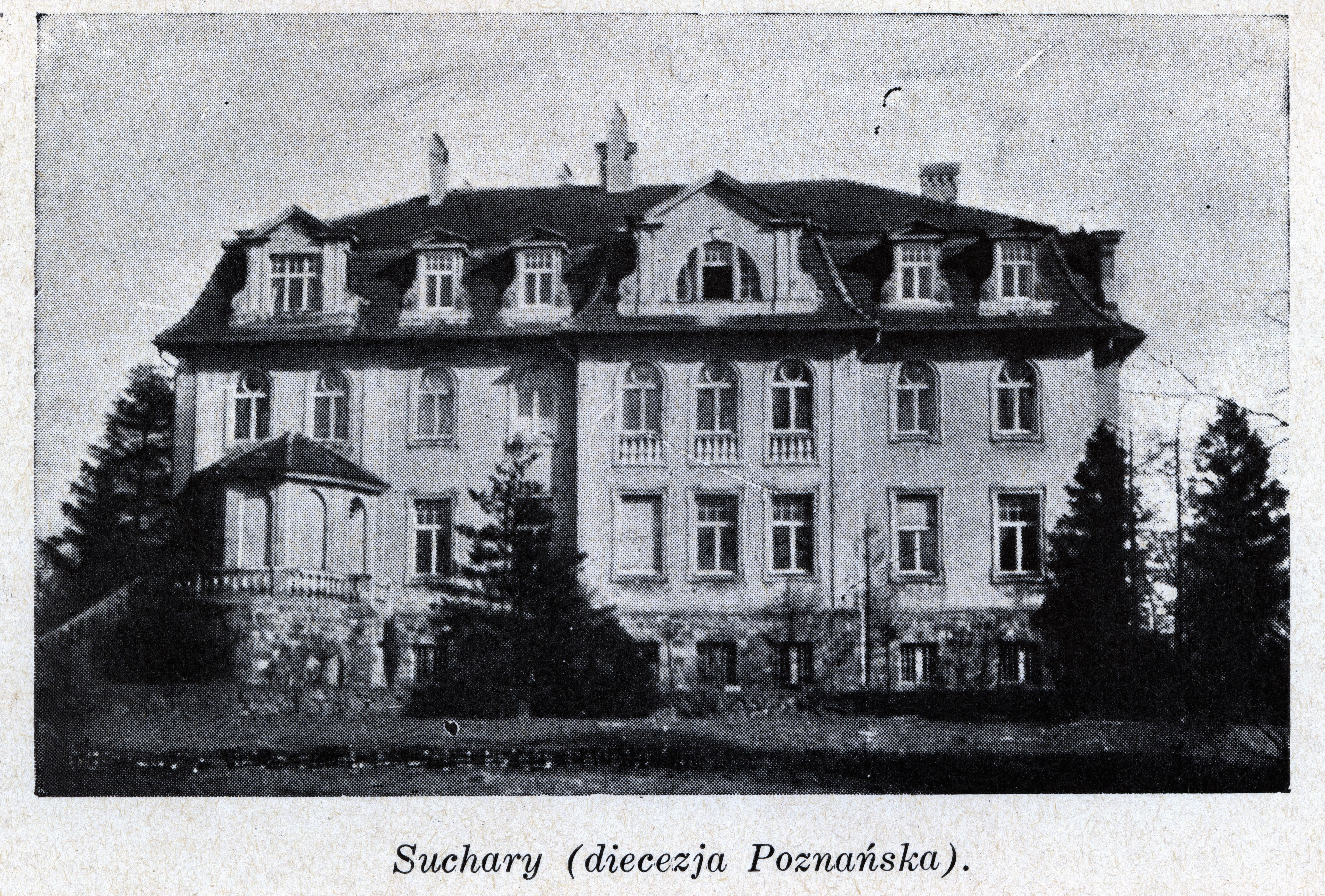
Séminaire des pallottins à Suchary

Il fonde en 1937 une association intitulée « apostolat de l'unité » auprès des prêtres et des laïcs ayant pour vocation l'étude des ressemblances entre l'Église catholique et l'Église orthodoxe et le champ d'apostolat qui en découle.
Il est nommé à l'été 1939 à Okopy, mission pallottine située dans le powiat de Borszczów (aujourd'hui en Ukraine) à la frontière de l'URSS ; mais à cause du déclenchement de la guerre, il ne peut y aller, et se trouve en octobre 1939 à Doubno pour rendre visite à ses parents et de là se dirige vers Novogroudok. C'est alors que la région est occupée par l'Armée rouge, conformément aux accords secrets Molotov-Ribbentrop. Il est arrêté le 24 octobre sous de fausses accusations et emprisonné à Baranovitchi. Son procès le condamne à cinq ans de camp de travail pour propagande anti-soviétique et espionnage en faveur du Vatican. En tant qu'« élément socialement dangereux », il est déporté au camp d'Oukhta en Sibérie, près de la mer Blanche, le 17 décembre 1940 et y arrive après un transfert long et pénible, le 9 mars 1941.
Son champ d'apostolat enfin s'ouvre à lui, mais dans des conditions effroyables. Il confesse et célèbre la messe en secret. Dans la journée, il s'agit de construite des routes, d'abattre des arbres et de fabriquer des planches afin de construire un aérodrome dans la taïga.
Il est amnistié en juin 1941, à l'entrée en guerre de l'URSS contre l'Allemagne selon des accords polono-soviétiques ; mais il refuse de quitter le camp pour continuer son apostolat auprès des déportés. Il y meurt épuisé le 27 novembre 1941 ayant accompli son devoir selon la parole « Que tous soient un » (Ut unum sint ; Jean, XVII, 20).
Son procès en béatification a été ouvert à l'archidiocèse de Moscou. Le postulateur de sa cause est le P. B. Czaplicki à Saint-Pétersbourg.

## Bibliographie

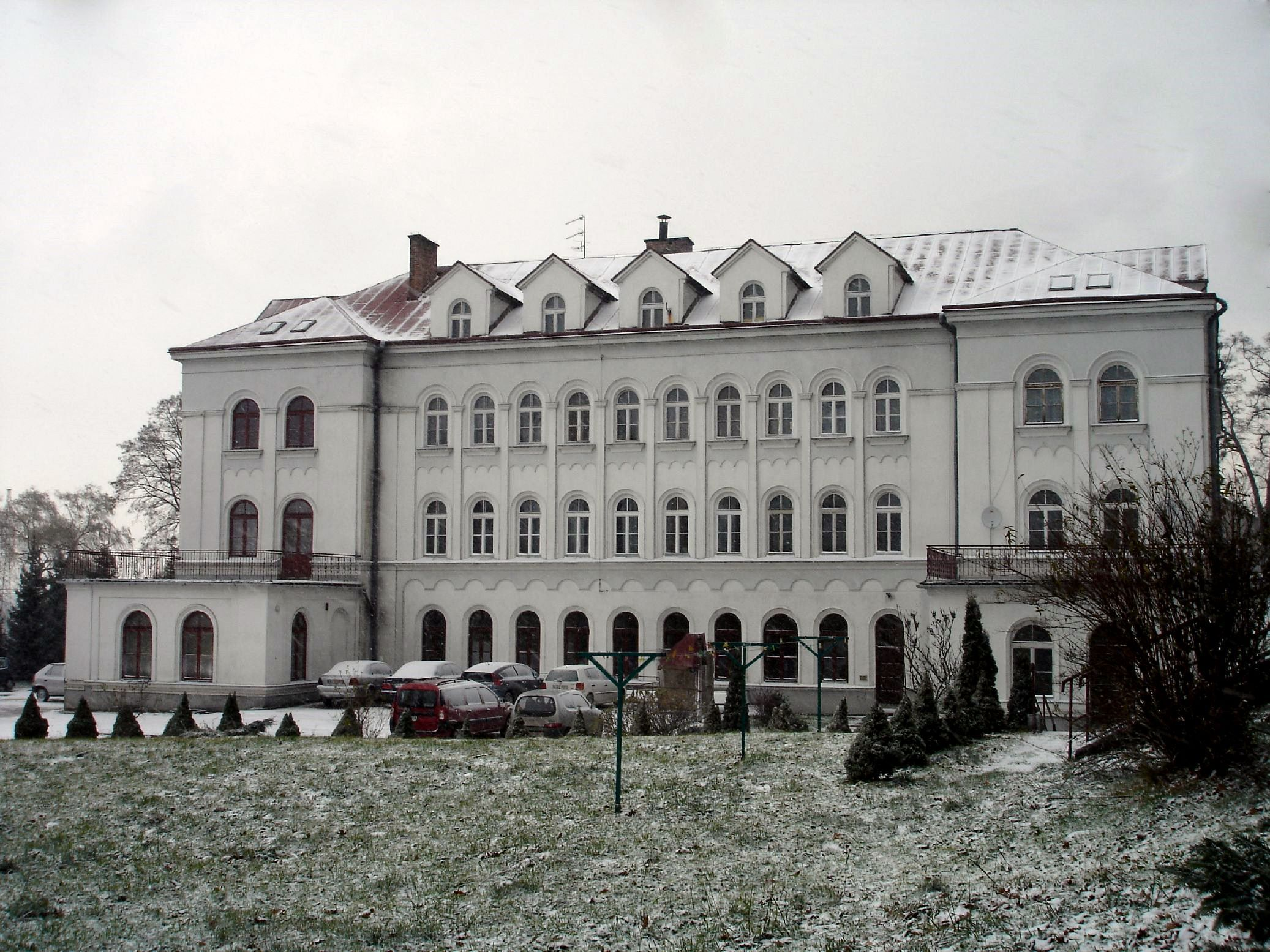
Le Collegium Marianum de Wadowice où enseigna le P. Szulminski